# ماري شانون
ماري شانون (بالإنجليزية: Mary Shannon)‏ هي لاعبة تنس الطاولة بريطانية، ولدت في 12 فبراير 1944 في إنجلترا في مملكة بريطانيا العظمى.